# الجنرال سليم
الجنرال سليم ولد في بداية القرن التاسع عشر في جزيرة خيوس (اليونان) وتوفي في حوالي 1881 في تونس العاصمة، هو جنرال وسياسي ووزير تونسي.

## السيرة الذاتية

### الأصل والتكوين
الجنرال سليم هو من أصل يوناني، تم بيعه في سوق الرق بإسطنبول لثري من مدينة جربة التونسية والذي أهداه لباي تونس في بداية القرن التاسع عشر. ترعرع بعد ذلك في قصر باردو، أين تعود على العادات التونسية، وأصبح يحمل اسم سليم.

### المسار
واصل سليم مسارا عسكريا وسياسيا ممتازا تحت عهود أحمد باي الأول ومحمد باي ومحمد الصادق باي. ترقى ليصبح باش أغا مدينة تونس (قائد الثكنة العسكرية) في 1864، ثم رئيس مجلس الضابطية (رئيس الشرطة) في 1860. عين بعدها قائد-والي في الأعراض أي المنطقة التي تحيط بمدينة قابس.

بين 1878 و1882، عين في منصب وزير الحرب، وكان آخر من تحمل هذا المنصب بعد إلغائه عند انتصاب الحماية الفرنسية في تونس.

### الأحفاد
عائلة سليم هي عائلة متواضعة من أصل يوناني، استطاعت أن تندمج تماما في المجتمع التونسي وأصبحت إحدى العائلات الأرستوقراطية في مدينة تونس. أحفاد الجنرال سليم واصلوا مسيرات حافلة وهامة في إدارة بلاط الباي، واثنين من أبناء أحفاده نشطوا في الحزب الحر الدستوري الجديد وكلفوا بمهام مشرفة: المنجي سليم عند نهاية الحكم الحسيني وفي العهد الجمهوري، والطيب سليم في عهد الجمهورية.

## ببليوغرافيا
- صوفي فرشيو (1992). Hasab wa nasab : parenté, alliance et patrimoine en Tunisie [حسب ونسب: القرابة والمصاهرة والتراث في تونس] (بالفرنسية). باريس: المركز الوطني الفرنسي للبحث العلمي. ISBN:222204653X. {{استشهاد بكتاب}}: تحقق من التاريخ في: |سنة= (help)
- محمد العزيز بن عاشور (1989). Catégories de la société tunisoise dans la deuxième moitié du XIXe siècle : les élites musulmanes [فئات مجتمع مدينة تونس في النصف الثاني من القرن التاسع عشر: النخب الإسلامية] (بالفرنسية). تونس العاصمة: وزارة الشؤون الثقافية. {{استشهاد بكتاب}}: تحقق من التاريخ في: |سنة= (help)